# Tulipa hungarica
Tulipa hungarica là một loài thực vật có hoa trong họ Liliaceae. Loài này được Borbás miêu tả khoa học đầu tiên năm 1882.